# Лопуховка (Волгоградская область)
Лопухо́вка — село в Руднянском районе Волгоградской области, административный центр Лопуховского сельского поселения.

## История
По архиву Саратовской духовной консистории, (труды Саратовской ученой архивной комиссии), Лопуховка названа в 1767 г. новопоселенным сельцем Никольским, Зайка тоже, на правой стороне реки Медведицы, Петровского уезда, и в ней разрешено построить церковь в 1767 году; следовательно заселение Лопуховки можно отнести около 1760 года.
В другом документе, того же архива, сказано, что в 1773 г. построена церковь в с. Никольском, Нижняя Зайка тоже, Пензенского уезда, и освящена 2 июня 1774 года протопопом города Дмитриевска (Камышин) Авраамием Степановым.
По сведениям губернской земской управы крестьяне поселились здесь лет 150 тому назад (около середины XVIII столетия) и пришли из губерний: Пензенской, Воронежской и других.
По писцовым и дворовым книгам 1622 года по реке Медведице сдавались на оброк Шацким промышленникам леса, бортные ухожьи, бобровые гоны, рыбные, звериные и птичьи ловли.
А в 1691 г. все эти земли были пожалованы в тогдашнем Шацком уезде, боярину Льву Кирилловичу Нарышкину и около середины XVIII столетия начинают заселяться самовольными сходцами из внутренних губерний и малороссами.
Хотя из архивных документов мы видим, что в бывшем Щацком юрту, по Медведице и её притокам садятся сходцы в некоторых местах уже в конце 1600-х и начале 1700-х годов и к числу таких поселений относится, по словам крестьян, село Старый Кондаль, нынешней Лопуховской волости, но само село Лопуховка образовалось не раньше середины XVIII столетия.
По списку населенных мест центрального статистического комитета, изд. 1862 года, казённое село Лапуховка, Нижняя Заевка, показано при р. Медведице, в95 верстах от г. Камышина, и имело в 1860 году 436 дворов, 1670 душ мужского пола, 1680 женского.
Всего 3350 душ обоего пола; церковь православная 1, базар.
По 10 ревизии 1857 г. число душ в с. Лопуховке показано вместе с нынешним хутором Мутным в 1682 души мужского пола, 1678 женского.
По земской переписи 1886 г. в с. Лопуховке значится (без хутора Мутного) 736 домохозяев, 2166 душ мужского пола, 2131 женского, всего наличных 4297 душ обоего пола бывших государственных крестьян.
Великороссов, православных; кроме того, 52 семьи постоянно отсутствующих и 1 семья в 6 душ постороннего населения; грамотных считалось 321 мужчин и 16 женщин.
Всех жилых строений 788, из них каменных 5, деревянных 767, сырцовых и мазанок 16; крытых железом 2, тесом 8, соломой 778.
Промышленных заведений — 27, кабаков — 4, лавок — 7.
У крестьян было: плугов — 112, сох — 749, лошадей рабочих и нерабочих — 948, волов — 372, коров и телят — 1362, овец — 755 (очевидно опечатка) и свиней — 146.
Всех годовых платежей приходилось с Лопуховки и х. Мутного за 1885 г., без страховых платежей — 12278 рублей; недоимки к 1 января 1886 г. считалось за обществом 22595 рублей.
Всей надельной земли с хутором Мутным 13740 десятин удобной, в том числе пашни 10487 десятин и лесу 667 десятин; неудобной 1472 десятины, всего 15212 десятин.
По сведениям губернской земской управы 1887 г. в с. Лапуховке: приходская церковь, школа, базар и ярмарка; базары существуют здесь с конца 1840-х годов и бывают по субботам, хлеба привозится немного от 100 до 150 пудов в базарный день, больше торгуют ситцем, мясом, рыбой горшками и прочим.
Землею Лопуховцы владели всегда по душам, так как по числу переселявшихся прирезалось при ревизиях земля от казны.
Всей земли считают удобной 13072 десятины, неудобной 1472 десятин 600 сажень и леса 667 десятин; в числе удобной: под строениями, огородами, гумнами, садами и конопляниками — 400 десятин, выгона — 120 десятин, пашни — 10200 десятин сенокоса 50 десятин и под залежью и солонцами 2302 десятины.
Надел расположен в одном участке, при селении, к западу от р. Медведицы.
К северу он граничит землею крестьян с. Березовки, а к югу землею крестьян с. Громов.
Длина участка до 30 верст, а ширина до 7 верст; поверхность надела местами возвышенная, но больше ровная; оврагов в наделе много: под ними до 200 десятин. Водопои в прудах, которых в полях 6. До 2/3 надела с чернозёмной почвой, а остальная 1/3 имеет солонцеватую, суглинистую и песчаную почву; глубина почвенного слоя от 4 до 16 вершков и более. Подпочва глина и песок.
Землею пользовались до 1885 г. по ревизским душам; в 1884 г. отделена земля на хутор Мутный.
В 1885 г. решили делить землю по наличным душам мужского пола 15-летнего до 60 -летнего возраста; живущим на стороне земли не давали; солдаты получали землю по их желанию.
Последние 15 лет селение начало приходить в упадок от неурожаев, падежей скота и пожаров; недоимок в эти годы накопилось очень много, почему с 1880 года по 1886 г. был сдан надел на 257 душ недоимщиков, всего 1384 десятин по 1 руб. 50 коп. за десятину: эти деньги шли в уплату недоимок.
На хутор Мутный, крестьяне, в 1884 г. отделили по просьбе выселившихся туда из Лопуховки домохозяев, 162 4/5 десятин, на 21 душу по 7 десятин 1800 сажень, кроме леса, который должен был оставаться в общем пользовании; в 1887 г. крестьяне постановили отобрать у хуторян отдельный этот участок и сдать, так как они не платят недоимки.
Вся земля поделена на 3 поля. Картофель и бахчу сеют кто как хочет.
Покос степной по залежам; кроме того, есть по баракам, до 50 десятин сенокоса. Леса 667 десятин: дубняк и осинник до 5 летнего возраста; рубят ежегодно отведенное на глаз место, разверстывая по душам; топят дровами, соломой и кизяками.
Огороды и усадьбы не уравнены: кто как завладел, так и пользуется.
Вновь строящимся домохозяевам отводят из выгонной земли под дворовые места.
Усадьбы обложены оброком по 30 копеек с 1 сажени на 80 длиннику.
Сады здесь имеются исстари: разводят яблони (анис и зернушка), вишни и преимущественно терн; пуд терна продают здесь и в Рудне по 40-50 копеек. С тернового сада в 100 кустов собирают в средний год 4-5 пудов. Сады обложены тоже сбором в 30 коп. за 1х80 сажень.
Общественной запашки нет, они были при управлении государственных имуществ, но потом прекратились; общественный хлебный магазин 1, деревянный, крытый тесом.
Ярового хлеба сеют больше чем ржи, больше же всего сеют пшеницы. Урожаи стали хуже от засух, — лет 7 с 1880 г. не было хорошего урожая. Пашут плугами и сохами, но теперь начинают больше пахать плугами, чтобы лучше пропахать землю, так как она от малой толоки, за недостатком скота, стала прорастать сорными травами. Система хозяйства трехпольная; землю не навозят. Скот пасется по пару и по жнивам. Землю арендуют только у своих односельцев.
Здесь исстари горшечники выделывают из синей глины горшки; больше всего занимаются этим зимой, после полевых работ. Из той же глины делают кувшины и чашки; посуда вся простая, обливной нет. Продавать возят в окружающие местности на 100—150 верст; продают и местным скупщикам сотнями по 2-2,5 рубля.
В 1886 г. были следующие мирские доходы: за рыбную ловлю 22 рубля; с базара 364 рубля и с садов 911 руб. 92 копейки.
Здесь в 1887 г. было училище, содержимое обществом с помощью земства. Первое училище было открыто здесь с 1844 года.
По сведениям губернского статистического комитета за 1891 г. в с. Лопуховке имеются: волостное правление, фельдшерский пункт и 1 фельдшер; квартира полицейского урядника.
В 1891 г. считалось 757 дворов, 2530 душ мужского пола, 2474 женского, итого 5004 души обоего пола всех вообще жителей.
По сведениям волостного правления 1894 г. и Саратовских Епархиальных Ведомостей 1896 г. в с. Лопуховке 2 церкви: Св. Николая Чудотворца и Михаила Архангела, обе каменные и крыты железом; Николаевская церковь построена в 1814 году, взамен старой деревянной 1773 года; она каменная, однопрестольная, холодная; при ней деревянная сторожка. Дома для причта общественные, деревянные, на общественной земле; церковной пахотной земли 110 десятин.
С 1888 г. существует церковно-приходская школа грамоты, а в 1892 г. открыто церковно-приходское попечительство.
Причт состоит из священника и псаломщика, которым положено казённого жалованья 152 руб. 88 коп. в год. Деревень в приходе нет.
Михаило-Архангельская церковь построена в 1873 г. каменная, однопрестольная; при ней каменная сторожка и школа грамоты с 1887 года. Земли при этой церкви нет. Причт состоит из священника и псаломщика, которым положено казённого жалованья от казны 176 руб. 85 коп. Деревень в приходе нет. По церковным сведениям в с. Лопуховке считалось в 1896 г. раскольников 12 душ обоего пола молоканской секты.
В 1894 г. в селе имелись: 4 церковно-служительских двора, волостное правление, 3 школы: одна земская (открыта в 1876 г.) и две церковно-приходские; урядник; фельдшер; земская ямская станция в 4 лошади; детский сиротский приют, открытый в 1892 г.; базарная площадь; базары бывают по субботам, на них торгуют разным крестьянским товаром и зимою собирается до 40 подвод.
В 1894 г. здесь было 761 двор, в том числе 5 общественных; крестьянские строения деревянные, большей частью крыты соломой, 6 изб крыты деревом, 5 железом и 1 каменный дом, крытый железом.
Жителей считалось 2483 души мужского пола, 2431 женского, всего 4914 душ обоего пола бывших государственных крестьян, русских, составляющих одно Лопуховское общество. Большая часть из них православные и 35 душ обоего пола молокан. Кроме того, в селе 4 семьи духовенства и 1семья личных почетных граждан.
Кроме хлебопашества, 2 семьи занимаются зимою выделкой колес, 3 столярным мастерством и 10 плотников. Надел отведен обществу управлением государственных имуществ в 14788 десятин и, кроме того, двум штатам духовенства 102 десятины.
Отсюда считают: до с. Березовки — 3 версты, с. Громки — 4, с. Гнилой Проток (Бурлукской волости) — 4, г. Саратова — 180, г. Камышина — 90 и ближайшей железнодорожной станции Рудни — 18 верст.
К селу Лопуховке принадлежат хутора: Омутной (Мутный), отстоящий в 25 верстах к северо-западу от с. Лопуховки, на границе Аткарского уезда, и Тараканов в 7 верстах к западу от Лопуховки, поселенные на надельной земле Лопуховского общества.
По сведениям С. А. Щеглова с. Лопуховка отстоит от остальных волостных сел Камышинского уезда: Антиповки — 128 верст, Ахмата — 109, Банного — 10, Бурлука — 10, Верхней Добринки — 44, Гуселки — 46, Золотого — 115, Розенберга (Илавлинской) — 84, Каменки — 70, г. Камышина — 96, Котова — 60, Красного Яра — 20, Лемешкина — 43, Линево Озера — 40, Нижней Добринки — 30, Норки — 88, Олешны — 60, Рудни — 18, Саламатина — 80, Усть-Золихи (Сосновской) — 84, Тарасова — 25, Топовки — 75 и Верхней Кулалинки (Усть-Кулалинской) — 92 версты.
По сведениям 1895 г. народ в с. Лопуховке сильно обеднял и накопил недоимку разных сборов до 97000 рублей. В селе 2 церкви и при них церковно-приходские школы, кроме которых есть и земско-общественная; одна церковно-приходская школа находится в той части села, которая называется «Ушинкой», две же других школы почти рядом в другой части села, из них земская школа помещается под одной крышей с волостным правлением и рассчитана на 50 человек, принимают же до 90, почему она тесна для такого большого села, вследствие чего в селе водятся «школки» малограмотных людей «земнюков», как их зовет народ. (Саратовские Губернские ведомости 1895 г. № 37).
5 июня 1896 г. в селе был большой пожар при сильном ветре, истребивший 86 дворов и много хлеба.

## Известные уроженцы
- Бирюков, Василий Ильич (1912—1991) — Герой Социалистического Труда (1966).
- Васильев, Александр Валентинович (1.10.1902, Лопуховка — 24.12.1979, Ессентуки) — ботаник-дендролог, интродуктор растений, д-р биол. наук, проф., член ВБО (1940), засл. деятель науки (1961).
- Григорьев, Иван Яковлевич (1916—1945) — Герой Советского Союза.
- Лисин, Александр Феодорович (1867—1938) — врач, депутат Государственной думы II созыва от Саратовской губернии.
- Решетов, Виктор Михайлович — Заслуженный артист СССР.